# Loji (Bogor Barat)
Loji is een bestuurslaag in het regentschap Kota Bogor van de provincie West-Java, Indonesië. Loji telt 13.506 inwoners (volkstelling 2010).